# Germania Inferior
Germania Inferior, de Latijnse benaming van Neder-Germanië, was een Romeinse provincie in de Lage Landen die een groot deel van Nederland omvatte (ten zuiden van de Rijn), bijna heel oostelijk België, een deel van het noordoosten van Frankrijk en het Duitse Rijnland tot aan het riviertje de Vinxtbach, dat de grens met Germania Superior (= Opper-Germanië) vormde. De provincie lag ten noordoosten van de provincie Gallia Belgica waarvan het gescheiden was door het Kolenwoud of Silva Carbonaria. 
De voornaamste steden en nederzettingen van de provincie waren Castra Vetera en Colonia Ulpia Traiana (beide bij Xanten), Coriovallum (Heerlen), Albaniana (Alphen aan den Rijn), Lugdunum Batavorum (Katwijk), Forum Hadriani (Voorburg), Ulpia Noviomagus Batavorum (Nijmegen), Traiectum (Utrecht), Atuatuca Tungrorum (Tongeren), Mosa Trajectum (Maastricht), Bonna (Bonn), en Colonia Claudia Ara Agrippinensium (Keulen), de hoofdstad van Germania Inferior.

## Inleiding
Julius Caesar veroverde het gebied als onderdeel van zijn veldtochten om Gallië te onderwerpen aan Rome. Germania Inferior kreeg Romeinse nederzettingen, in het begin puur militaire kampen en forten, vanaf ca. 50 v.Chr. en maakte aanvankelijk deel uit van Gallia Belgica.
Het gebied kwam onder Romeins bestuur in het jaar 17, dus ten tijde van keizer Tiberius, maar verwierf de status van volwaardige provincie pas in 89, tijdens het bewind van keizer Domitianus. Dit bleef zo tot het midden van de 3e eeuw. Germania Inferior werd bewoond door diverse stammen zoals de Cananefaten, Bataven, Sugambren (later Cugerni) en Ubiërs. Het adjectief 'inferior' in de naam verwijst naar de positie ten opzichte van de stroomopwaarts aan de Rijn gelegen provincie Germania Superior. Als perifeer gebied van het Romeinse Rijk had het continu een grote legermacht nodig en waren grensconflicten eerder regel dan uitzondering. Tot heden zijn er nog sporen terug te vinden van de Romeinse aanwezigheid in dit gebied, die bijdragen aan de reconstructie van de geschiedenis ervan.
De invallen van de Franken in 258 en vooral 16 jaar later in 274 markeerden het einde van Germania Inferior als welvarende Romeinse provincie.

## Ontstaansgeschiedenis
De opbouw van Germania Inferior als administratieve eenheid binnen het Romeinse Rijk was een zaak van lange adem. Vele veroveringen en campagnes waren nodig vooraleer de Romeinen hun gezag in dit gebied konden consolideren. Een eerste aanzet werd gegeven met de verovering van Gallië door Julius Caesar vanaf 58 v.Chr. Het einde van deze campagne in 50 v.Chr. betekende niet alleen de onderwerping van Gallië, maar eveneens het verschuiven van de rijksgrenzen tot aan Germaans gebied. De Romeinen gaven het woongebied van de Germanen de naam Germania wat ruwweg het gebied tussen de Rijn, Donau en de Wisła was. Onvermijdelijk had dit tot gevolg dat er conflicten ontstonden tussen het Romeinse Rijk en de aangrenzende 'barbaren'. Alleen al het feit dat keizer Augustus later zijn beste bevelhebber Agrippa naar Germanië stuurde om er de invallende Germanen terug te dringen, toont de ernst van de situatie aan.
Het was ook Augustus die het initiatief nam om een einde te maken aan deze grensconflicten door een militaire campagne tegen de Germanen te beginnen in 12 v.Chr. Na de onderwerping van onder meer Hispania en Egypte konden de legioenen van deze streken ingezet worden in onder meer Germanië. Nadat Augustus van 16 tot 13 v.Chr. persoonlijk in Germanië de voorbereidingen voor deze campagne had getroffen, begon Nero Claudius Drusus met de uitvoering ervan in 12 v.Chr. In de daaropvolgende jaren leidde deze Drusus vier campagnes tegen de Germanen en slaagde erin - met behulp van een vloot - om het gebied tussen de Rijn en de Elbe te veroveren.
Na Drusus' tragische dood in 9 v.Chr. nam diens broer Tiberius het bevel van de legioenen in Germanië over en boekte eveneens belangrijke overwinningen op Germaans grondgebied. Er werden ondertussen wegen, forten en nederzettingen aangelegd in het veroverde gebied en het leek erop dat er een nieuw gebied, Germania, aan het Romeinse rijk toegevoegd was. Deze veroveringen gingen echter weer verloren na de vernietigende nederlaag van Varus in 9 n.Chr., toen Germanen onder bevel van Arminius de Romeinen de schrik van hun leven bezorgden door drie legioenen volledig af te slachten in het Teutoburgerwoud (vermoedelijk nabij het huidige Osnabrück). Drusus' zoon Germanicus Julius Caesar slaagde er later wel in om de controle enigszins te herstellen en muiterij in de legioenen te onderdrukken, maar de verloren gebieden ten oosten van de Rijn werden niet meer heroverd, waardoor de Rijksgrens bleef liggen bij de Rijn.
Tussen 14 en 16 n.Chr. waagde Germanicus zich nog wel in Germanië, en boekte daar enkele successen, maar leed ook zware verliezen door logistieke moeilijkheden. Deze avonturen waren bovendien te veel op zijn eigen initiatief begonnen, in strijd met de al sinds keizer Augustus geldende wijsheid dat de Rijn als Rijksgrens beschouwd moest worden. Wegens zijn al te grote populariteit in Rome werd Germanicus teruggeroepen door zijn inmiddels keizer geworden oom Tiberius en naar Egypte gestuurd. Belangrijk voor de geschiedenis van Germania Inferior is dat toen niet alleen de 'drie Galliës' (Aquitania, Belgica en Lugdunensis) aparte provincies werden, maar dat ook op de linkeroever van de Rijn Germania Inferior en Germania Superior werden ingesteld als officiële bestuurseenheden. Voor financiële aangelegenheden bleven deze twee Germaanse provincies nog wel afhankelijk van Gallia Belgica. Ook later werden pogingen ondernomen om Germanië definitief op de knieën te krijgen; onder andere keizer Domitianus stak – om propagandistische doeleinden – de Rijn over in 83 n.Chr. In 89 werden onder deze keizer zowel Germania Inferior als Germania Superior financieel (en dus volledig) onafhankelijk van Gallia Belgica. Rome is er al met al nooit in geslaagd Germanië volledig te veroveren.

## Beschrijving door Caesar en Tacitus
In zijn geschrift De Bello Gallico stelt Caesar dat alle volkeren die zich ten oosten van de Rijn bevinden Germaans zijn, in tegenstelling tot de volkeren 'cis Rhenani', die (op enkele uitzonderingen na) Galliërs zouden zijn. De Galliërs waren echter van een ander kaliber dan de woeste stammen in het oosten en dus min of meer tolereerbaar als inwoners van het Romeinse Rijk, aldus Caesar.
Deze door Caesar aangebrachte indeling had, net zoals de hele opzet van De Bello Gallico, louter politieke doeleinden. Er kan namelijk slechts op zijn vroegst sprake zijn van de Rijn als cultuurgrens ná de Romeinse veroveringen van de linkeroever. Vanaf dan bestaat er immers een duidelijk onderscheid tussen de Romeinse wereld en de 'barbaarse' wereld. Voor een geografische situering van Germanië als het hele gebied dat bewoond werd door de Germanen is deze bron dan ook van weinig waarde. Het is correcter om van een grens tussen noord en zuid te spreken dan van een grens tussen oost en west, zoals Caesar dat doet.
De Romeinse geschiedschrijver Tacitus komt op die manier, met de beschrijving van Germania in zijn gelijknamig historisch werk, veel dichter in de buurt van de waarheid. Hij begrenst Germania door de Rijn in het zuidwesten, door de Donau in het zuiden en door bergen in het oosten (de huidige Karpaten), waar het gebied grenst aan dat van de Sarmaten en de Daciërs. Germania Inferior, meer specifiek, omvatte delen van Zuid-Nederland, het oosten van België en een stuk van West-Duitsland.
Geografisch - op dat punt komen Caesar en Tacitus, net als vele andere toenmalige geografen en historici, wél overeen - zou het gebied allesbehalve aantrekkelijk geweest zijn. Zo vermeldt Caesar in zijn De Bello Gallico dat er zestig reisdagen nodig waren om de dichte wouden in het binnenland te doorkruisen. Ook Tacitus verhaalt in zijn De origine et situ Germanorum dat het gebied volledig bedekt is met donkere bossen en ongezonde moerassen. Beide schrijvers hebben het hier echter over de 'binnenlanden' van Germania. Hun beschrijvingen zijn niet steeds van toepassing op de randgebieden zoals Germania Inferior. We moeten ook rekening houden met het feit dat Tacitus en Caesar schrijven vanuit een Romeins standpunt en dus heel hun leven het milde mediterrane klimaat gewoon waren. Moderne geografen zijn namelijk, in tegenstelling tot de meeste antieken, van mening dat het klimaat in Germania Inferior juist een van de beste in Europa was en is, omdat er steeds zowel in de zomer als in de winter een matige temperatuur heerst, en er nooit langdurige droogte voorkomt vanwege de invloed van de Atlantische Oceaan.

## Economie vóór en tijdens de romanisatie

### Veeteelt
Niet alleen de archeologische bronnen, maar ook Tacitus toont aan dat veeteelt een belangrijke rol speelde in de pre-Romeinse Germaanse beschaving. De hoeveelheid vee die een individu bezat werd namelijk vaak als maatstaf genomen voor diens rijkdom en prestige. Hoewel er sterke regionale verschillen waren in de gehouden dieren (koeien, geiten, schapen, varkens) maakte vooral het grotere vee de hoofdmoot uit van de door de Germanen gehouden dieren. Dit in tegenstelling tot de nabijgelegen Romeinse provincies waar vooral varkens en geiten werden geteeld.

### Kleinschalige landbouw
Er waren zeker stamvrouwen die hun mannen die in het leger waren ingelijfd vergezelden op de militaire campagnes naar bijvoorbeeld het Donaugebied. Maar de meeste getrouwde vrouwen bleven waarschijnlijk thuis om voor familie en erfgoed zorg te dragen, zoals ook moge blijken uit de rijk gedocumenteerde correspondentie van soldaten in Egypte. Dat de meeste vrouwen waarschijnlijk niet mee met hun mannen op zending in het Donaugebied gingen, resulteerde de facto in een sociaal gedomineerd Germanina Inferior van vrouwen, kinderen en ouderen. Dergelijke situatie wordt door onderzoek naar moderne migratie bevestigd, waar blijkt dat wanneer de mannen weg zijn de vrouwen de verantwoordelijkheid voor huishouden en landbouw, evenals de financiële controle op zich nemen.
De occasionele vondst van linzen of erwten op rurale sites wijst mogelijk op extra bijvoeding eerder dan smaak voor exotische luxe, en de aanwezigheid van haver - een typisch nagewas voor kleinschalige intensieve landbouw - wijst ook in een bepaalde richting.

### Handel
Ook handel, vooral de handel met Rome, vormde een belangrijk aspect in de Germaanse economie. Onder meer de vondst van Romeinse grafstenen en Romeinse voorwerpen zoals wapens, munten en glas in Germanië, duiden erop dat handelsexpedities geen uitzondering waren en dat deze producten erg geliefd waren bij de Germanen. Wederzijds was deze handel aanvankelijk niet, omdat Germaanse handelaars uit Romeins gebied werden geweerd. Later werden er echter wel handelsposten gesticht bij de grens in Germanië waar beide partijen hun producten konden afzetten. Als betaling voor hun goederen lijken de Germanen een voorkeur voor het Romeinse zilvergeld te hebben gehad, zo blijkt uit de talrijke vondsten ervan (en de getuigenis van Tacitus in zijn Germania). Die zilveren munten gebruikten ze doorgaans echter niet om verder te gebruiken, een echte geldeconomie was toen onder de Germanen nog niet aanwezig, maar deze maakten als van oudsher gebruik van ruilhandel. Munten werden dikwijls omgesmolten om er luxe-voorwerpen zoals sieraden van te maken.
Tuinbouwbedrijven zijn bijzonder geschikt voor het kweken van fruit en groenten die niet enkel het dieet aanvullen maar ook marktgelegenheid scheppen. Dat geldt ook voor de traditioneel door vrouwen gerunde producties van kaas, boter, kippen, eieren en bier. Daarmee kunnen vrouwen op bescheiden schaal naar de markt trekken. Het is moeilijk zulke transacties op te sporen, want er komt vaak zelfs helemaal geen geld bij te pas, maar de hoeveelheden kippen, eieren evenals bier door het Vindolandagarnizoen aangekocht wijzen mogelijk in die richting. Daarenboven stelt men in de eerste eeuw een snelle verspreiding van kleinere munten in de omgeving van de forten vast.

## Administratie, bestuur en militaire bezetting

### Exercitus
In het prille begin van de Romeinse bezetting van het gebied dat later de provincie Germania Inferior zou worden, was de militaire macht in handen van de legatus (plaatsvervanger van de keizer bij diens afwezigheid). Voor het gebied Germania Inferior was de titel legatus exercitus Germaniae Inferioris. Hij had voornamelijk als functie het onrustige grensgebied militair te verdedigen en het Romeinse gezag er te handhaven. Om de macht van de legatus te beperken, werd het financiële toezicht voorlopig gegeven aan een procurator, die bovendien niet altijd provinciegebonden was, maar deze functie ook kon uitvoeren over bepaalde provinciegrenzen heen. Toen Domitianus in het laatste kwart van de 1e eeuw van het gebied een echte Romeinse provincie maakte, werd het gezag van deze legatus juridisch bekrachtigd en kreeg hij de nieuwe titel van legatus Augusti pro praetore (Germaniae Inferioris) toegekend. Pas in 89 verkreeg Germania Inferior het statuut van volledig (ook financieel) onafhankelijke provincie, die net als andere provincies indirect, via een legatus, door de keizer werden bestuurd.
De heerschappij over het gebied werd geconsolideerd door een typisch Romeinse combinatie van militair overwicht en efficiënt bestuur. Een sterke militaire aanwezigheid was nodig zolang er nog Germanen als vrij volk leefden buiten de rijksgrens. Deze troepen werden echter wel voornamelijk defensief ingezet. Naar schatting zullen in het hele Rijngarnizoen aan de Romeins-Germaanse grens onder Augustus een achttal legioenen gelegerd zijn geweest, wat in theorie neerkomt op een 48.000 manschappen (hoewel legioenen na verloop van tijd in plaats van 6000 soldaten zo'n 5000 manschappen telden). Wanneer men rekening houdt met het feit dat dit aantal nog moet vermeerderd worden met ongeveer dezelfde hoeveelheid aan 'auxilia'-troepen, wordt pas echt de immense omvang van dit Rijngarnizoen duidelijk. Een belangrijk deel van deze militaire macht was gelegerd in Germania Inferior. Augustus zou namelijk maar liefst 4 legioenen aan Germania Inferior hebben toegewezen (Ie Germanica, Ve Alaudae, XXe Valeria Victrix en XXIe Rapax), een aantal dat later (waarschijnlijk onder Nero) tot vijf werd opgetrokken door de toevoeging van XVe Primigenia. Naast deze provinciale legers (legioenen en auxilia), die vooral ter defensie en ordehandhaving dienden, bestond er ook een garde van elitesoldaten die als een soort persoonlijke lijfwacht fungeerde voor de bovengenoemde gouverneur (en procurator) van de provincie en zo het best te vergelijken is met de pretoriaanse garde van de keizer in Rome. Voor militair vervoer op de Rijn was de Rijnvloot Classis Germanica verantwoordelijk, die onder eigen commando stond en haar hoofdkwartier in Keulen had.

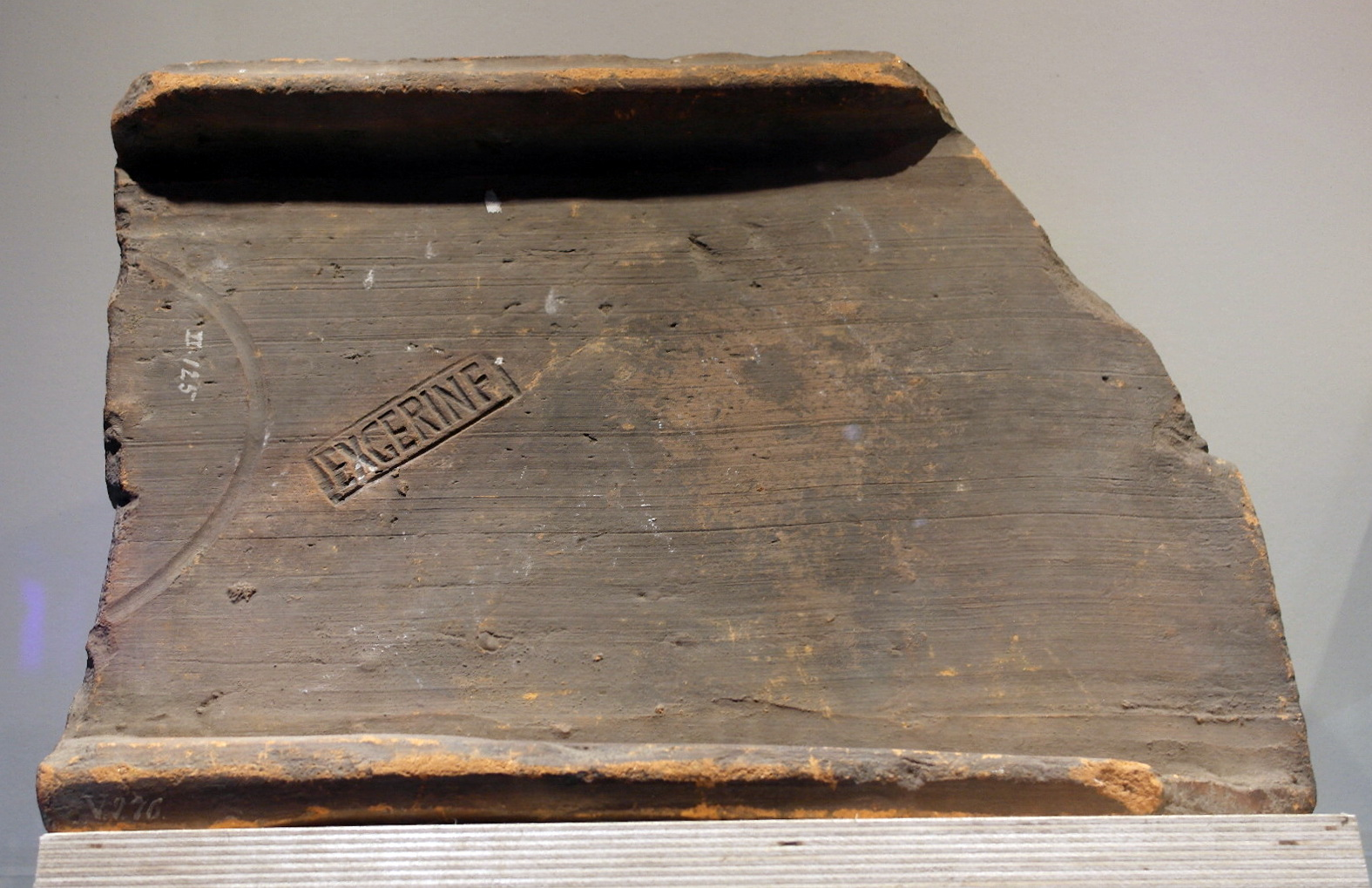
Inscriptie EXGERINF op Romeinse dakpan uit Maastricht (Limburgs Museum, Venlo)

Het Romeinse leger heette in deze provincia Exercitus Germaniae Inferioris ("strijdkrachten van Neder-Germanië") op inscripties afgekort als EXGERINF. Het bestond uit meerdere (tot vier) legioenen en Auxilia of hulptroepen. Die werden deels bemand met rekruten uit eigen streek.
Van de Bataven en de Cananefaten samen waren constant 5000 tot 6500 mannen in militaire dienst. Daarvoor leverden de Cananefaten jaarlijks 24 nieuwe rekruten, de Bataven zelfs meer dan het tienvoud.
Zo'n twaalf diplomata militaria maken niet alleen duidelijk dat de door Tacitus genoemde ruiterafdeling waarvoor deze stammen de beste van hun mannen leverden nog minstens tot in het begin van de derde eeuw bleef functioneren maar ook dat zij onderworpen waren aan de lichting van minstens één cohors, een infanterie-eenheid. De meeste vrouwen gingen waarschijnlijk niet mee met hun mannen op zending in het Donaugebied.

### Civitates
Om het bestuur efficiënt te laten verlopen werd de provincie onderverdeeld in diverse civitates, in dit geval het best te vertalen met 'bestuurseenheden', van waaruit de legatus zijn gezag uitoefende. Vaak vielen deze civitates samen met het gebied van onderworpen stammen, op voorwaarde dat deze stammen voldoende geromaniseerd waren om deel te mogen nemen aan het bestuur van 'hun' civitas. Daarmee verkozen de Romeinen, zoals in vele provincies buiten Italië, voor een indirecte heerschappij, daar het waarschijnlijk te duur en te omslachtig zou zijn om ook in deze gebieden de volledige Romeinse administratie in te voeren.

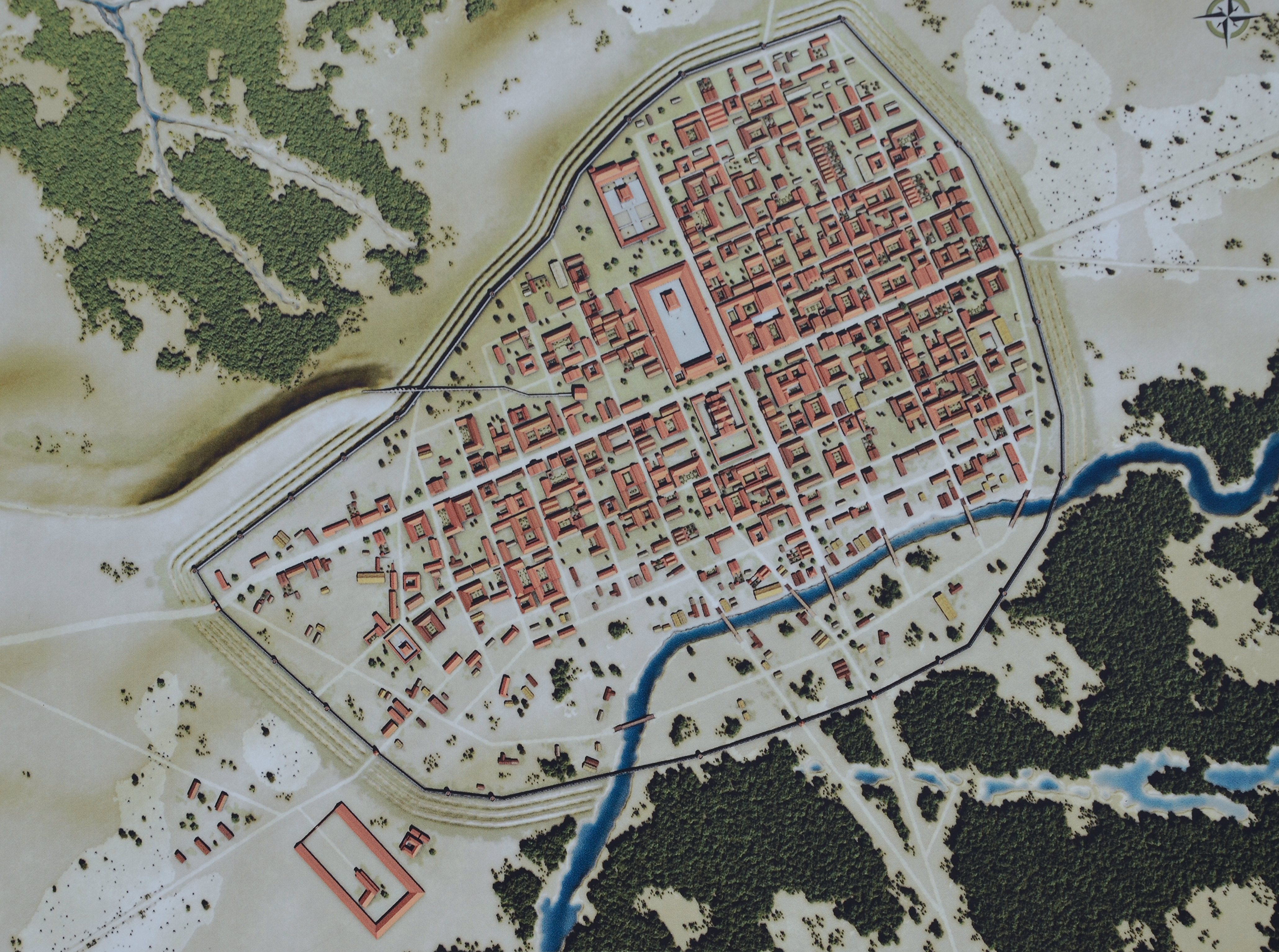
Reconstructie Atuatuca Tungrorum (Tongeren), ca. 150 na Chr.

Het belangrijkste centrum en tevens de provinciehoofdstad was Colonia Agrippina, de huidige stad Keulen. De Ubii hadden Keulen als hoofdstad in hun woongebied. Civitas hoofdsteden waren verder:
- Colonia Ulpia Traiana (Xanten) oorspronkelijk het woongebied van de Sugambren
- Ulpia Noviomagus Batavorum (Nijmegen) voor de Batavi
- Municipium Aelium Cananefatium (Voorburg) voor de Cananefates
- Atuatuca Tungrorum (Tongeren) voor de Tungri.

Verder waren er talrijke spontaan ontstane stadjes en dorpen (vicus) bij militaire forten, kruisingen van Romeinse wegen (bv. Coriovallum nu Heerlen) en bij doorwaadbare plaatsen bij rivieren waar soms ook een brug werd aangelegd  (zoals de Romeinse Maasbrug in Maastricht). Deze begonnen meestal met een herberg waar reizigers zich konden verfrissen, eten en overnachten. Soms was er zelfs een verwarmd bad (thermen) zoals in Heerlen en Maastricht. Geleidelijk vestigden zich er dan meer mensen zoals boeren en ambachtslieden.

## Ondergang
Het einde van de onbetwiste Romeinse overheersing in het gebied van Germania Inferior kwam in de 3e eeuw. In deze voor de Romeinen enorm chaotische en catastrofale periode, die bekendstaat als de Romeinse crisis van de 3e eeuw waarbij door de vele intern-Romeinse strijd tussen de zogenaamde soldatenkeizers de grensverdediging ernstig verzwakte, begonnen barbaarse stammen van overal binnen te dringen in het Rijk. Niet alleen de Germanen langs de Nedergermaanse grens, maar ook de verder naar het oosten wonende Goten, Alemannen en nog vele andere op buit beluste volkeren baanden zich een weg naar het Romeinse Rijk door minder goed bewaakte grensposten. Door deze enorme druk, waardoor ook Italië direct bedreigd werd, zagen legerbevelhebbers zich genoodzaakt om legioenen uit de provincies te halen om als versterking te dienen in Italië, zodoende ook Germania Inferior onbeschermd latend aan barbaarse invasies. De invallen van de Franken in 258 en vooral 16 jaar later in 274 markeerden het einde van Germania Inferior als welvarende Romeinse provincie. Nadien wisten de keizers Diocletianus en Constantijn de Grote de orde wel weer te herstellen, maar door de voorafgaande verwoestingen aangericht in de meeste steden en op het platteland, trouwens niet alleen door de 'barbaren' maar ook door de elkaar bestrijdende Romeinse troonpretendenten, had de provincie zoveel geleden dat het vroegere welvaartspeil niet meer bereikt werd. De Franken namen geleidelijk de toplaag van de maatschappij over en waren sinds ze foederati werden onder Julianus Apostata de werkelijke machthebbers ook al stonden ze nominaal onder het gezag van de Romeinse gouverneurs. Vanaf ongeveer het jaar 400 werden grote aantallen grenssoldaten gelicht aan de Limes en de verdediging van de Noordgrens steeds meer toevertrouwd aan Frankische foederati. Daarmee werd een proces ingang gezet waardoor de Romeinse invloed geleidelijk aan terugliep totdat rond 460-465 het militair/politieke gezag van de Romeinen over Germania Inferior definitief voorbij was. De Franken, nu de onbetwiste heersers over Germania Inferior, breidden hun territorium, wat later het Frankische Rijk werd genoemd, in de volgende eeuwen geleidelijk uit tot ze het grootste gedeelte van West-Europa onder hun gezag hadden. De Romeinse erfenis bleef nog lange tijd zichtbaar in de vorm van heirbanen, stadsmuren, monumentale gebouwen in de steden en dergelijke. In de loop der eeuwen verdwenen de meeste Romeinse monumentale gebouwen geleidelijk omdat deze als goedkope bron van stenen werden gebruikt om van het oude bouwmateriaal nieuwe kerken, kastelen, stadswallen e.d. te bouwen.

## Archeologische resten
In het gebied van het vroegere Germania Inferior zijn nog relatief veel overblijfselen uit de Romeinse tijd zichtbaar. Vooral in het Duitse Keulen, de vroegere provinciehoofdstad Colonia Claudia Ara Agrippinensium en zetel van de Romeinse gouverneur, zijn in het plaatselijke Romeinse museum en de oude stadskern zelf nog veel Romeinse resten te bezichtigen. Ook de gedeeltelijk gerestaureerde stad Colonia Ulpia Traiana bij Xanten geeft een goed beeld van een Romeinse stad in West-Europa. In Nederland kan men Romeinse overblijfselen in onder andere Nijmegen (Museum Het Valkhof), Utrecht (DOMunder), Maastricht (Museumkelder Derlon) en Heerlen (Thermenmuseum) bezichtigen. In het Belgische Tongeren, het vroegere Atuatuca Tungrorum, bevindt zich het meest complete museum van de Romeinse periode in de Benelux, het Gallo-Romeins Museum. Verder zijn er in de stadskern nog resten van de stadsmuren en een tempelcomplex te zien.

### Algemeen
- Wim van Es, De Romeinen in Nederland (1981² Haarlem)
- Danny Lamarcq & Marc Rogge, De taalgrens (1996 Leuven)
- Jona Lendering en Arjen Bosman, De randen van het Rijk. De Romeinen en de Lage Landen (2010 Amsterdam)
- M.E. Mariën, Belgica Antica (1980 Antwerpen)

### Gespecialiseerd
- Tilmann Bechert & Willem Willems, Die römische Reichsgrenze zwischen Mosel und Nordseeküste (1995 Stuttgart)
- Carol van Driel-Murray, Those who wait at home in Ulrich Brandl, Frauen und Romisches Militar - Ten papers from a round-table session presented at a conference in Xante, Duitsland 2005, ISBN 978-1407301983
- J.F. Drinkwater, The Gallic Empire (1987 Stuttgart)
- Cynthia H. Enloe, Maneuvers: the international politics of militarizing women's lives University of California Press pp. 35–36
- Stephan Fichtl, Les Gaulois du Nord de la Gaule (1994 Paris)
- M. Gysseling, Germanisering en taalgrens in: Algemene geschiedenis der Nederlanden 1 (1981) 100-115
- Simon Wynia, Caius was here. The Emperor Caius' Preparations for the Invasion of Britannia: New Evidence in: H. Sarfatij,
- W.J.H. Verwers, P.J. Woltering (eds.), In Discussion with the Past. Archaeological studies presented to W.A. van Es (1999 Amersfoort).
- Roel Zijlmans, Troebele betrekkingen: Grens-, scheepvaart- en waterstaatskwesties in de Nederlanden tot 1800, par. 1.3 'Gallia Belgica en Neder-Germanie', over de grens tussen die beide provincies (2017 Hilversum, ISBN 978-90-8704-637-8). Proefschrift Universiteit Tilburg 2016.